# Jahrom
Jahrom cũng được là một thành phố có Người Ba Tư sinh sống ở tỉnh Fars miền Nam Iran.

## Khí hậu
| Dữ liệu khí hậu của Jahrom                       | Dữ liệu khí hậu của Jahrom | Dữ liệu khí hậu của Jahrom | Dữ liệu khí hậu của Jahrom | Dữ liệu khí hậu của Jahrom | Dữ liệu khí hậu của Jahrom | Dữ liệu khí hậu của Jahrom | Dữ liệu khí hậu của Jahrom | Dữ liệu khí hậu của Jahrom | Dữ liệu khí hậu của Jahrom | Dữ liệu khí hậu của Jahrom | Dữ liệu khí hậu của Jahrom | Dữ liệu khí hậu của Jahrom | Dữ liệu khí hậu của Jahrom |
| Tháng                                            | 1                          | 2                          | 3                          | 4                          | 5                          | 6                          | 7                          | 8                          | 9                          | 10                         | 11                         | 12                         | Năm                        |
| ------------------------------------------------ | -------------------------- | -------------------------- | -------------------------- | -------------------------- | -------------------------- | -------------------------- | -------------------------- | -------------------------- | -------------------------- | -------------------------- | -------------------------- | -------------------------- | -------------------------- |
| Cao kỉ lục °C (°F)                               | 27.8 (82.0)                | 26.4 (79.5)                | 33.0 (91.4)                | 35.0 (95.0)                | 41.4 (106.5)               | 45.0 (113.0)               | 45.4 (113.7)               | 45.2 (113.4)               | 43.6 (110.5)               | 38.6 (101.5)               | 34.2 (93.6)                | 27.4 (81.3)                | 45.4 (113.7)               |
| Trung bình ngày tối đa °C (°F)                   | 16.5 (61.7)                | 17.2 (63.0)                | 21.2 (70.2)                | 25.8 (78.4)                | 33.0 (91.4)                | 38.4 (101.1)               | 40.5 (104.9)               | 39.7 (103.5)               | 37.5 (99.5)                | 33.1 (91.6)                | 26.3 (79.3)                | 19.5 (67.1)                | 29.1 (84.4)                |
| Trung bình ngày °C (°F)                          | 9.5 (49.1)                 | 10.2 (50.4)                | 13.7 (56.7)                | 17.9 (64.2)                | 24.1 (75.4)                | 28.6 (83.5)                | 31.6 (88.9)                | 31.1 (88.0)                | 28.3 (82.9)                | 23.4 (74.1)                | 17.4 (63.3)                | 11.9 (53.4)                | 20.7 (69.3)                |
| Tối thiểu trung bình ngày °C (°F)                | 2.4 (36.3)                 | 3.2 (37.8)                 | 6.3 (43.3)                 | 10.1 (50.2)                | 15.2 (59.4)                | 18.8 (65.8)                | 22.8 (73.0)                | 22.6 (72.7)                | 19.1 (66.4)                | 13.7 (56.7)                | 8.4 (47.1)                 | 4.4 (39.9)                 | 2.4 (36.3)                 |
| Thấp kỉ lục °C (°F)                              | −5.2 (22.6)                | −5.0 (23.0)                | −2.0 (28.4)                | −2.2 (28.0)                | 5.5 (41.9)                 | 10.0 (50.0)                | 14.0 (57.2)                | 15.0 (59.0)                | 10.0 (50.0)                | 6.0 (42.8)                 | −2.0 (28.4)                | −3.8 (25.2)                | −5.2 (22.6)                |
| Lượng Giáng thủy trung bình mm (inches)          | 67.2 (2.65)                | 64.7 (2.55)                | 41.4 (1.63)                | 28.8 (1.13)                | 5.1 (0.20)                 | 0.3 (0.01)                 | 0.6 (0.02)                 | 3.5 (0.14)                 | 0.9 (0.04)                 | 0.9 (0.04)                 | 11.0 (0.43)                | 60.3 (2.37)                | 284.7 (11.21)              |
| Số ngày giáng thủy trung bình (≥ 1.0 mm)         | 5                          | 5                          | 4                          | 4                          | 1                          | 0                          | 0                          | 1                          | 0                          | 0                          | 2                          | 4                          | 27                         |
| Độ ẩm tương đối trung bình (%)                   | 64                         | 62                         | 57                         | 51                         | 40                         | 31                         | 30                         | 32                         | 34                         | 37                         | 48                         | 60                         | 46                         |
| Số giờ nắng trung bình tháng                     | 212.6                      | 223.9                      | 239.1                      | 263.5                      | 310.8                      | 349.1                      | 334.7                      | 323.5                      | 325.2                      | 297.5                      | 253.0                      | 214.2                      | 3.347                      |
| Nguồn: Fars province Meteorological Organization |                            |                            |                            |                            |                            |                            |                            |                            |                            |                            |                            |                            |                            |